# Абсолютні екстремуми
Абсолютні екстремуми, найбільше або найменше (відповідно абсолютний максимум і абсолютний мінімум) значення якого-небудь  метеорологічного або  гідрологічного елемента:  температури повітря, кількості  атмосферних опадів,  атмосферного тиску, стоку ріки, висоти  рівня моря і т.п., які спостерігалися протягом тривалого періоду часу